# KISSして
「KISSして」（キスして）は、KOH+の1枚目のシングル。2007年11月21日発売。制作はナユタウェイヴレコーズ、発売・販売元はユニバーサルミュージック。

## 解説
- 歌詞に登場するくちびるにちなんで、CDジャケットに赤い唇のキスマークが描かれ、ミュージッククリップには赤い唇の形をしたソファが登場している。
- このシングルと同時にドラマのサウンドトラックが発売される。こちらは劇中で使用された、福山雅治作曲のインストなどが収録されている。
- 元々2人は所属レコード会社が同じであるが、所属する内部レーベルが異なる（柴咲はNAYUTAWAVE RECORDS、福山はUNIVERSAL J）。このシングルは柴咲側のレーベルよりリリースされ、サウンドトラックは福山側のレーベルよりリリースされる。
- CDとDVDの2枚組での発売。DVDは永続仕様となる。
- CD発売に先駆け、ドラマ初回放送日である10月15日より着うたにて先行配信された。
- ドラマ撮影で多忙のため、CDが発売された11月まではテレビ出演が一切なかったが、12月5日にフジテレビ系列の『2007 FNS歌謡祭』でKOH+としてテレビに初出演し、『vs. 〜知覚と快楽の螺旋〜』（福山作曲のドラマのオープニングテーマ曲兼劇中歌）のショートバージョンと『KISSして』を続けて披露した。
- 2日後の12月7日には、同じくフジテレビの『僕らの音楽』（11月中に収録）に出演した。内容はスタジオセットでの2人によるトークがほとんどで、トーク中にはドラマ劇中の音楽や『KISSして』のインストゥメンタルがバックで流れていた。楽曲は『KISSして』（福山の立ち位置は柴咲から見て左後ろだった）と、福山単独で『vs. 〜知覚と快楽の螺旋〜』（『KISSして』とは別撮りのロングバージョンで、ドラマで使用しているメガネとは別の買ったばかりのメガネをかけていた）を披露した。
- 福山は『めざましテレビ』のインタビューの際、「呼んでいただければ紅白でも…」と発言していたが、実現には至らなかった。

## 収録曲

### CD
1. KISSして
作詞・作曲：福山雅治 / 編曲：福山雅治・井上鑑
フジテレビ系ドラマ『ガリレオ』主題歌。ドラマのプロデューサー、鈴木吉弘からの「毎回人が死ぬドラマなので、エンディングは明るい曲でいきたい」という意見と、福山が柴咲のライブを観て感じた「お客さんとひとつになれる曲があるといいな」という考えや、もし柴咲コウ演じる内海薫が恋愛をしたら、という設定の下に作曲した。
レコーディング前に、仮歌（福山がギター、ドラム、ベースを演奏し自身のキー（A）で歌ったものと、柴咲のキー（F）に合わせてメロディをフルートで吹いたもの）を渡していたが、レコーディング中に柴咲のボーカルを聴き、一部歌詞を変えたという。そのため、1日で終わる予定だったレコーディングに2日間を要した。
音楽面では、井上鑑からのアイデアでチェロがビートを刻んで引っ張っている。また、間奏でリズムが倍になり、レッド・ツェッペリンの『ブラック・ドッグ』を彷彿とさせる部分があるが、これは福山が曲作りの段階から狙っていた。
使用ギターはギブソン・J-50 '59、フェンダー・カスタム・ショップ・ストラトキャスター '57（ゴールド）、ギブソン・カスタムショップ・レスポール（デュアン･オールマン・モデル）。
2. KISSして（Original Karaoke）
作曲：福山雅治 / 編曲：福山雅治・井上鑑

### DVD
1. KISSして　Music Clip
監督：黒田秀樹

## 収録アルバム
KISSして
- 『Single Best』
- 『恋のうた2』
- 『Galileo+』
- 『KO SHIBASAKI ALL TIME BEST 詩』
- 『ヒトツボシ 〜ガリレオ Collection 2007-2022〜』

## 参加ミュージシャン
- 柴咲コウ - ヴォーカル
- 福山雅治 - ギター・コーラス・プロデュース
- 井上鑑 - キーボード
- 古川展生 - チェロ
- 美久月千晴 - ベース
- 小田原豊 - ドラム
- 毛利泰士 - プログラミング

## PV参加ミュージシャン
- 柴咲コウ - ヴォーカル
- 福山雅治 - ギター・コーラス
- 笠原あやの - チェロ
- 松田"FIRE"卓己 - ベース
- 石井悠也 - ドラム
- 石見直樹 - キーボード

## カバー
KISSして
- 今井麻美 - 2007年12月30日放送のラジオ大阪のラジオ番組『THE IDOLM@STER RADIO』のコーナーの1つ「歌姫楽園」でカバーされた。楽曲は2008年6月4日発売のアルバム『THE IDOLM@STER RADIO COLORFUL MEMORIES』に収録された。
- 福山雅治 - 24thシングル『化身』にてセルフカバーをしている。
- 大久保瑠美 - 女性声優によるカバーアルバム『Twinkle Voice～声の贈り物』収録。
- 輿水幸子（竹達彩奈） - アルバム『THE IDOLM@STER CINDERELLA MASTER Cute Jewelries! 002』収録。